# Laura Dye
Laura Dye (...) è una giocatrice di football americano britannica, che gioca come offensive lineman.